# Премия принцессы Астурийской

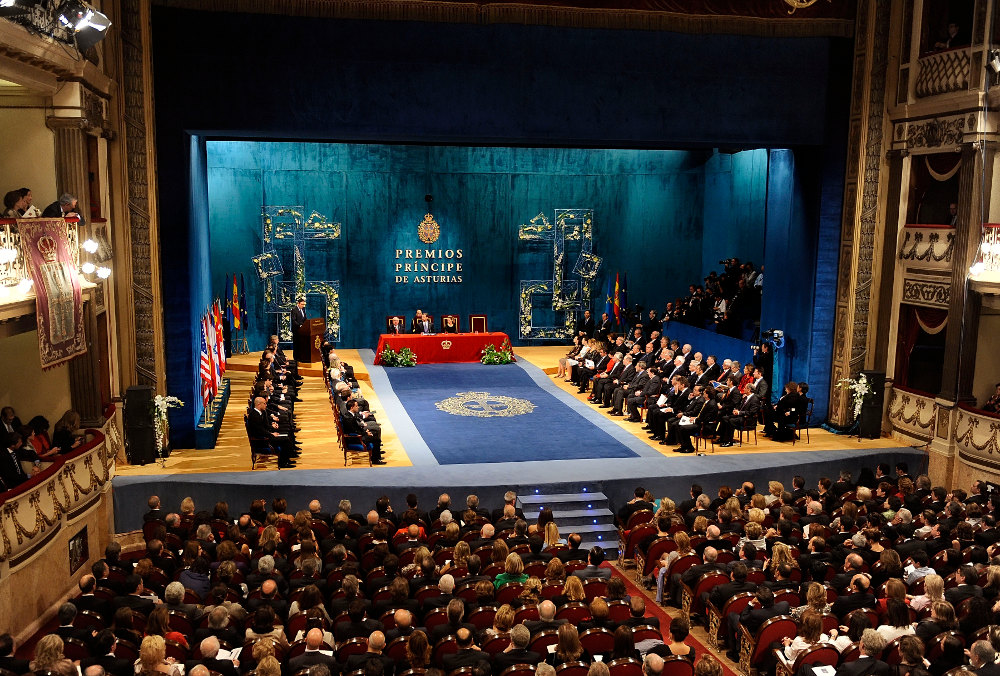
Церемония награждения премией в театре Кампоамон в Овьедо. 2010 год.

Премия принцессы Астурийской (Премия принца Астурийского до 2014 года; исп. Premios Princesa de Asturias) — международная премия, присуждаемая в Испании. Премия была утверждена 24 сентября 1980 года и c 1981 года ежегодно вручается в октябре в Овьедо, в Театре Кампоамор. Носит имя принцессы Астурийской Леонор. До 2014 года носила имя принца Астурийского Филиппа, ныне являющегося королём Испании Филиппом VI.
Премия вручается в восьми категориях:
1. В области искусства (за работы по созданию, развитию и совершенствованию кинематографии, театра, танцев, музыки, фотографии, живописи, скульптуры, архитектуры)
2. В области социальных наук (за исследования в области истории, права, лингвистики, педагогики, политологии, психологии, социологии, этики, философии, географии, экономики, демографии и антропологии)
3. В области коммуникации и гуманитарных наук (за работы по развитию и совершенствованию наук и дисциплин, связанных с гуманистической деятельностью)
4. В области «согласия» (за работу по защите прав человека, поощрению и защите мира, свободы, солидарности, всемирного наследия и, в целом, прогресса человечества)
5. За международное сотрудничество (за индивидуальную или коллективную работу с другим лицом или другими лицами в целях развития и укрепления общественного здравоохранения, универсальности образования, защиты окружающей среды и экономического прогресса, культурного и социального развития страны или города)
6. В спорте (за работу по развитию спорта)
7. За научно-технические исследования (за исследования, открытия в областях и дисциплинах математики, астрономии и астрофизики, физики, химии, наук о жизни, медицинских наук, наук о Земле и космосе и технологических наук, а также методов, связанных с этими областями)
8. В области литературы (за работы по развитию и совершенствованию литературного творчества во всех его жанрах)

Награждающемуся вручают статуэтку работы Жоана Миро, диплом об аккредитации, значок, денежную премию в размере 50 тысяч евро в каждой категории. В случае награждения нескольких человек в одной категории, денежный приз делится поровну между всеми номинантами.
Премией награждены несколько выходцев из стран бывшего СССР или их потомков: Майя Плисецкая, Михаил Горбачёв, Валерий Поляков, Сергей Бубка, Елена Исинбаева, Пабло Рудомин, Маркос Мошински-Бородянски, Мстислав Ростропович, Мартин Купер.
В 2005 году, к 25-й годовщине вручения премии принца Астурийского, ЮНЕСКО сделала новаторскую декларацию, признав «выдающийся вклад премии принца Астурийского в культурное наследие человечества».
Пол Престон охарактеризовал её как своеобразную испанскую нобелевскую премию («a kind of Hispanic Nobel prize»).

## Лауреаты

### Искусство
- 1981 — Хесус Лопес Кобос
- 1982 — Pablo Serrano[англ.]
- 1983 — Eusebio Sempere[англ.]
- 1984 — Orfeón Donostiarra[англ.]
- 1985 — Антонио Лопес Гарсия
- 1986 — Луис Гарсия Берланга
- 1987 — Эдуардо Чильида
- 1988 — Хорхе Отейса
- 1989 — Оскар Нимейер
- 1990 — Антони Тапиес
- 1991 — Виктория де лос Анхелес, Тереса Берганса, Монсеррат Кабалье, Хосе Каррерас, Пласидо Доминго, Альфредо Краус и Пилар Лоренгар
- 1992 — Роберто Себастьян Матта
- 1993 — Francisco Javier Sáenz de Oiza[англ.]
- 1994 — Алисия де Ларроча
- 1995 — Фернандо Фернан Гомес
- 1996 — Хоакин Родриго
- 1997 — Витторио Гассман
- 1998 — Себастьян Сальгадо
- 1999 — Сантьяго Калатрава
- 2000 — Барбара Хендрикс
- 2001 — Кшиштоф Пендерецкий
- 2002 — Вуди Аллен
- 2003 — Мигель Барсело
- 2004 — Пако Де Лусия
- 2005 — Майя Михайловна Плисецкая и Тамара Рохо
- 2006 — Педро Альмодовар
- 2007 — Боб Дилан
- 2008 — El Sistema
- 2009 — Норман Фостер
- 2010 — Ричард Серра
- 2011 — Риккардо Мути
- 2012 — Хосе Рафаэль Монео Вальес
- 2013 — Михаэль Ханеке
- 2014 — Фрэнк Гери
- 2015 — Фрэнсис Форд Коппола
- 2016 — Núria Espert[англ.]
- 2017 — Уильям Кентридж
- 2018 — Мартин Скорсезе
- 2019 — Брук, Питер
- 2020 — Эннио Морриконе и Джон Уильямс
- 2021 — Абрамович, Марина
- 2022 — Кармен Линарес и Мария Пажес
- 2023 — Мерил Стрип
- 2024 — Жуан Мануэль Серрат

### Коммуникации и гуманитарные науки
- 1981 — Мария Самбрано
- 1982 — Бунге, Марио
- 1983 — газета El País
- 1984 — Клаудио Санчес-Альборнос
- 1985 — José Ferrater Mora[англ.]
- 1986 — O Globo[англ.]
- 1987 — газеты El Espectador[исп.] и El Tiempo
- 1988 — Horacio Sáenz Guerrero[исп.]
- 1989 — Fondo de Cultura Económica[англ.] и Pedro Laín Entralgo[англ.]
- 1990 — Центральноамериканский университет (Сальвадор)
- 1991 — Luis María Anson[исп.]
- 1992 — Emilio García Gómez[англ.]
- 1993 — Журнал «Vuelta» под руководством Октавио Пас
- 1994 — испанские христианские миссии в Руанде и Бурунди
- 1995 — José Luis López Aranguren[исп.] и EFE
- 1996 — Индро Монтанелли и Хулиан Мариас
- 1997 — CNN и Вацлав Гавел
- 1998 — Рейнхард Мон и Сомали Мам
- 1999 — Instituto Caro y Cuervo[англ.]
- 2000 — Умберто Эко
- 2001 — Джордж Стайнер
- 2002 — Ханс Магнус Энценсбергер
- 2003 — Рышард Капущинский и Густаво Гутьеррес
- 2004 — Jean Daniel[англ.]
- 2005 — Альянс Франсез, Общество Данте Алигьери, Британский совет, Институт имени Гёте, Институт Сервантеса, Instituto Camões[англ.]
- 2006 — Национальное географическое общество
- 2007 — журналы Nature и Science
- 2008 — Google (компания)
- 2009 — Национальный автономный университет Мексики
- 2010 — Ален Турен и Зигмунт Бауман
- 2011 — Лондонское королевское общество
- 2012 — Сигэру Миямото
- 2013 — Энни Лейбовиц
- 2014 — Хоакин Сальвадор Лавадо «Кино»
- 2015 — Эмилио Льедо
- 2016 — Джеймс Нахтвей
- 2017 — Les Luthiers[англ.]
- 2018 — Alma Guillermoprieto[англ.]
- 2019 — Музей Прадо
- 2020 — Guadalajara International Book Fair[англ.] & Hay Festival[англ.]
- 2021 — Стайнем, Глория
- 2022 — Адам Михник
- 2023 — Нуччо Ордине
- 2024 — Маржан Сатрапи

### Международное сотрудничество
- 1981 — Хосе Лопес Портильо
- 1982 — Энрике Иглесиас[исп.]
- 1983 — Белисарио Бетанкур Куартас
- 1984 — Контадорская группа
- 1985 — Рауль Альфонсин
- 1986 — Университет Саламанки и Коимбрский университет
- 1987 — Хавьер Перес де Куэльяр
- 1988 — Оскар Ариас Санчес, Фатиха Будиаф
- 1989 — Жак Делор и Михаил Сергеевич Горбачёв
- 1990 — Ганс-Дитрих Геншер
- 1991 — Управление Верховного комиссара ООН по делам беженцев
- 1992 — Нельсон Мандела и Фредерик Виллем де Клерк
- 1993 — Голубые береты ООН, размещённые в бывшей Югославии
- 1994 — Ясир Арафат и Ицхак Рабин
- 1995 — Мариу Суариш
- 1996 — Гельмут Коль
- 1997 — Правительство Гватемалы и Гватемальское национальное революционное единство
- 1998 — Фатиха Будиаф, Olayinka Koso-Thomas[англ.], Граса Машел, Ригоберта Менчу, Fatana Ishaq Gailani[исп.], Эмма Бонино и Сомали Мам
- 1999 — Педро Франсиско Дуке, Джон Гленн, Тиаки Мукаи и Валерий Владимирович Поляков
- 2000 — Фернанду Энрике Кардозу
- 2001 — Международная космическая станция
- 2002 — Научный комитет по изучению Антарктики
- 2003 — Луис Инасиу Лула да Силва
- 2004 — программа Эразмус Европейского союза
- 2005 — Симона Вейль
- 2006 — Фонд Билла и Мелинды Гейтс
- 2007 — Альберт Гор
- 2008 — Ifakara Health Research and Development Centre[англ.] (Танзания), Malaria Research and Training Centre[кат.] (Мали), Kintampo Health Research Centre (Гана) и Centro de Investigación en Salud de Manhiça[исп.] (Мозамбик)
- 2009 — Всемирная организация здравоохранения
- 2010 — The Transplantation Society и National Transplant Organization[англ.]
- 2011 — Билл Дрейтон
- 2012 — Международное движение Красного Креста и Красного Полумесяца
- 2013 — Общество Макса Планка
- 2014 — Программа Фулбрайта
- 2015 — Википедия
- 2016 — Рамочная конвенция ООН об изменении климата и Парижское соглашение (2015)
- 2017 — Hispanic Society of America[англ.]
- 2018 — Amref Health Africa[англ.]
- 2019 — Салман Хан & Академия Хана
- 2020 — GAVI
- 2021 — Camfed[англ.]
- 2022 — Эллен Макартур
- 2023 — Drugs for Neglected Diseases initiative
- 2024 — Организация иберо-американских государств по вопросам образования, науки и культуры[исп.]

### Общественные науки
- 1981 — Román Perpiñá Grau[исп.]
- 1982 — Antonio Domínguez Ortiz[англ.]
- 1983 — Хулио Каро Бароха
- 1984 — Eduardo García de Enterría[англ.]
- 1985 — Ramón Carande[англ.]
- 1986 — José Luis Pinillos[исп.]
- 1987 — Хуан Линц
- 1988 — Luis Díez del Corral[англ.] и Luis Sánchez Agesta[исп.]
- 1989 — Энрике Фуэнтес Кинтана[англ.]
- 1990 — Rodrigo Uría González[исп.]
- 1991 — Мигель Артола
- 1992 — Juan Velarde Fuertes[исп.]
- 1993 — Silvio Zavala[англ.]
- 1994 — Aurelio Menéndez[исп.]
- 1995 — Жуакин Верисиму Серран
- 1996 — Джон Эллиотт
- 1997 — Martí de Riquer i Morera[англ.]
- 1998 — Жак Сантер и Пьер Вернер
- 1999 — Реймонд Карр
- 2000 — Карло Мария Мартини
- 2001 — El Colegio de México[англ.] и Juan Iglesias Santos[исп.]
- 2002 — Энтони Гидденс
- 2003 — Юрген Хабермас
- 2004 — Пол Кругман
- 2005 — Джованни Сартори
- 2006 — Мэри Робинсон
- 2007 — Ральф Дарендорф
- 2008 — Цветан Тодоров
- 2009 — Дэвид Аттенборо
- 2010 — команда археологов, исследовавшая Терракотовую армию в Сиань
- 2011 — Говард Гарднер
- 2012 — Марта Нуссбаум
- 2013 — Саския Сассен
- 2014 — Joseph Pérez[англ.]
- 2015 — Эстер Дюфло
- 2016 — Мэри Бирд
- 2017 — Карен Армстронг
- 2018 — Майкл Сэндел
- 2019 — Алехандро Портес[англ.]
- 2020 — Родрик, Дэни
- 2021 — Сен, Амартия
- 2022 — Eduardo Matos Moctezuma[англ.]
- 2023 — Элен Каррер д’Анкосс
- 2024 — Майкл Игнатьев

### Спорт
| Год  |                                                                                     |                  |                   |
| Год  | Победитель                                                                          | Вид спорта       | Страна            |
| ---- | ----------------------------------------------------------------------------------- | ---------------- | ----------------- |
| 1987 | Себастьян Коэ                                                                       | Лёгкая атлетика  | Великобритания    |
| 1988 | Хуан Антонио Самаранч                                                               | Олимпийские игры | Испания           |
| 1989 | Северьяно Бальестерос                                                               | Гольф            | Испания           |
| 1990 | Сито Понс                                                                           | Мотоспорт        | Испания           |
| 1991 | Сергей Назарович Бубка                                                              | Лёгкая атлетика  | СССР              |
| 1992 | Мигель Индурайн                                                                     | Велоспорт        | Испания           |
| 1993 | Хавьер Сотомайор                                                                    | Лёгкая атлетика  | Куба              |
| 1994 | Мартина Навратилова                                                                 | Теннис           | США               |
| 1995 | Хассиба Булмерка                                                                    | Лёгкая атлетика  | Алжир             |
| 1996 | Карл Льюис                                                                          | Лёгкая атлетика  | США               |
| 1997 | Мужская марафонская сборная Испании на Чемпионате мира 1997 года по лёгкой атлетике | Лёгкая атлетика  | Испания           |
| 1998 | Аранча Санчес Викарио                                                               | Теннис           | Испания           |
| 1999 | Штеффи Граф                                                                         | Теннис           | Германия          |
| 2000 | Лэнс Армстронг                                                                      | Велоспорт        | США               |
| 2001 | Мануэль Эстиарте                                                                    | Водное поло      | Испания           |
| 2002 | Сборная Бразилии по футболу                                                         | Футбол           | Бразилия          |
| 2003 | велогонка Тур де Франс                                                              | Велоспорт        | Франция           |
| 2004 | Хишам Эль-Герруж                                                                    | Лёгкая атлетика  | Марокко           |
| 2005 | Фернандо Алонсо                                                                     | Формула-1        | Испания           |
| 2006 | Мужская сборная Испании по баскетболу                                               | Баскетбол        | Испания           |
| 2007 | Михаэль Шумахер                                                                     | Формула-1        | Германия          |
| 2008 | Рафаэль Надаль                                                                      | Теннис           | Испания           |
| 2009 | Елена Гаджиевна Исинбаева                                                           | Лёгкая атлетика  | Россия            |
| 2010 | Сборная Испании по футболу                                                          | Футбол           | Испания           |
| 2011 | Хайле Гебреселассие                                                                 | Лёгкая атлетика  | Эфиопия           |
| 2012 | Икер Касильяс и Хави                                                                | Футбол           | Испания           |
| 2013 | Хосе Мария Оласабаль                                                                | Гольф            | Испания           |
| 2014 | Нью-Йоркский марафон                                                                | Лёгкая атлетика  | США               |
| 2015 | Пау Газоль и Марк Газоль                                                            | Баскетбол        | Испания           |
| 2016 | Франсиско Хавьер Гомес Нойя                                                         | Лёгкая атлетика  | Испания           |
| 2017 | Сборная Новой Зеландии по регби (Олл Блэкс)                                         | Регби            | Новая Зеландия    |
| 2018 | Райнхольд Месснер и Кшиштоф Велицкий                                                | Альпинизм        | Италия и · Польша |
| 2019 | Вонн, Линдси                                                                        | Горные лыжи      | США               |
| 2020 | Карлос Сайнс                                                                        | Автогонки        | Испания           |
| 2021 | Teresa Perales                                                                      | Плавание         | Испания           |
| 2022 | Фонд олимпийских беженцев и Олимпийская сборная беженцев                            |                  |                   |
| 2023 | Элиуд Кипчоге                                                                       | Лёгкая атлетика  | Кения             |
| 2023 | Каролина Марин                                                                      | Бадминтон        | Испания           |

### Исследования в области науки и техники
- 1981 — Alberto Sols[исп.]
- 1982 — Manuel Ballester[англ.]
- 1983 — Луис Сантало
- 1984 — Антонио Гарсиа-Беллидо
- 1985 — Emilio Rosenblueth[англ.] и David Vázquez Martínez[исп.]
- 1986 — Antonio González González[исп.]
- 1987 — Pablo Rudomín Zevnovaty[англ.] и Jacinto Convit[англ.]
- 1988 — Manuel Cardona[англ.] и Маркос Мошински-Бородянски
- 1989 — Guido Münch[англ.]
- 1990 — Сальвадор Монкада и Santiago Grisolía[исп.]
- 1991 — Francisco Bolívar Zapata[англ.]
- 1992 — Federico García Moliner[исп.]
- 1993 — Amable Liñán[исп.]
- 1994 — Manuel Elkin Patarroyo[англ.]
- 1995 — Manuel Losada Villasante[исп.] и Instituto Nacional de Biodiversidad[англ.] (Коста-Рика)
- 1996 — Valentin Fuster[англ.]
- 1997 — команда исследователей Atapuerca Mountains
- 1998 — Emilio Méndez Pérez[исп.] и Pedro Miguel Etxenike[англ.]
- 1999 — Рикардо Миледи и Enrique Moreno González[исп.]
- 2000 — Люк Монтанье и Роберт Галло
- 2001 — Крейг Вентер, Джон Салстон, Хамилтон Смит, Френсис Коллинз и Jean Weissenbach[англ.]
- 2002 — Роберт Эллиот Кан, Винтон Серф, Тим Бернерс-Ли и Лоуренс Робертс
- 2003 — Джейн Гудолл
- 2004 — Джуда Фолкман, Энтони Хантер, Жоан Массаге, Берт Фогельштейн и Роберт Вайнберг
- 2005 — Antonio Damasio[англ.]
- 2006 — Хуан Игнасио Сирак
- 2007 — Хинес Мората и Peter Anthony Lawrence[англ.]
- 2008 — Сумио Иидзима, Сюдзи Накамура, Роберт Лангер, Джордж Уайтсайдс и Тобин Маркс
- 2009 — Мартин Купер и Раймонд Томлинсон
- 2010 — Дэвид Джулиус, Барух Минке[исп.] и Линда Уоткинс[исп.][50]
- 2011 — Джозеф Альтман[англ.], Arturo Álvarez-Buylla[исп.] и Джакомо Риззолатти
- 2012 — Грег Уинтер и Ричард Летнер[англ.]
- 2013 — Питер Хиггс, Франсуа Энглер и ЦЕРН
- 2014 — Авелино Корма, Марк Дэвис и Гален Стуки[англ.]
- 2015 — Дженнифер Даудна и Эмманюэль Шарпантье
- 2016 — Хью Херр[англ.]
- 2017 — Райнер Вайсс, Кип Стивен Торн, Барри Бэриш и Научная коллаборация LIGO[англ.]
- 2018 — Сванте Паабо
- 2019 — Джоан Чори и Сандра Диас
- 2020 — Эмманюэль Канде[англ.], Ингрид Добеши, Ив Мейер, Теренс Тао
- 2021 — Каталин Карико, Дрю Вайсман, Филип Фелгнер[исп.], Угур Шахин, Озлем Тюреджи, Деррик Росси[англ.] и Сара Гилберт[англ.]
- 2022 — Джеффри Хинтон, Ян Лекун, Йошуа Бенжио и Демис Хассабис
- 2023 — Джеффри Гордон, Эверетт Гринберг и Бонни Басслер
- 2024 — Дэниэл Дракер[англ.], Светлана Мойсов, Джеффри Фридман, Джоэл Хабенер[англ.] и Йенс Юул Холст[англ.]

### «Согласие»
- 1986 — Vicariate of Solidarity[англ.] (Чили)
- 1987 — Villa El Salvador[англ.]
- 1988 — Международный союз охраны природы и Всемирный фонд дикой природы
- 1989 — Стивен Уильям Хокинг
- 1990 — Сефарды
- 1991 — Medicus Mundi[англ.] и Врачи без границ
- 1992 — American Foundation for AIDS Research[англ.] (AMFAR)
- 1993 — Coordinadora Gesto por la Paz de Euskal Herria[исп.] в Стране Басков
- 1994 — Save the Children, National Movement of Street Children и Посланники мира Организации Объединённых Наций
- 1995 — Хусейн бен Талал, король Иордании
- 1996 — Адольфо Суарес
- 1997 — Иегуди Менухин и Мстислав Ростропович
- 1998 — Nicolás Castellanos[исп.], Vicente Ferrer Moncho[англ.], Joaquín Sanz Gadea[исп.] и Мухаммад Юнус
- 1999 — Испанское отделение Каритас
- 2000 — Королевская академия испанского языка и Ассоциация академий испанского языка
- 2001 — Всемирная сеть биосферных резерватов
- 2002 — Даниэль Баренбойм и Эдвард Вади Саид
- 2003 — Джоан Роулинг
- 2004 — Путь Святого Иакова
- 2005 — Дочери милосердия
- 2006 — ЮНИСЕФ
- 2007 — Яд ва-Шем
- 2008 — Ингрид Бетанкур
- 2009 — Берлин
- 2010 — Manos Unidas[исп.]
- 2011 — Ликвидаторы аварии на АЭС Фукусима I
- 2012 — Federación Española de Bancos de Alimentos[исп.] (FESBAL)
- 2013 — Испанская национальная организация слепых (ONCE)
- 2014 — Кадди Адзуба
- 2015 — Бонифратры
- 2016 — Детские деревни — SOS
- 2017 — Европейский союз
- 2018 — Сильвия Эрл
- 2019 — Гданьск
- 2020 — Медработники, борющиеся с COVID-19
- 2021 — Хосе Андрес[англ.] и World Central Kitchen[англ.]
- 2022 — Сигэру Бан
- 2023 — Mary's Meals[англ.]
- 2024 — Magnum Photos